# Польское филологическое общество
Польское филологическое общество (пол. Polskie Towarzystwo Filologiczne) — польское научное общество, основанное в 1893 году во Львове.
Согласно Уставу, целью Общества является культивирование и популяризация науки о древних культурах, особенно греческой и римской, а также восприятие античной культуры в последующих исторических периодах. Общество организует научные конференции, лекции и семинары, проводит языковые курсы, выделяет исследовательские гранты, содействует преподаванию классических языков в учебных заведениях, а также представляет сообщество классических филологов в государственных органах и других учреждениях.
В состав Общества входят 12 территориальных филиалов.
С 1894 года Общество является издателем научного журнала «Eos: commentarii Societatis Philologae Polonorum».
С 1982 года Общество организует и соорганизует олимпиады по латинскому языку, а также другие всепольские и международные профильные конкурсы.
Общество сотрудничает с польскими и международными организациями и учреждениями, профессионально занимающимися античной культурой, представляет польскую классическую филологию на международных съездах и иных мероприятиях. Общество является членом Международной федерации ассоциаций классических исследований (англ. International Federation of Associations of Classical Studies).
Председателем Общества является доктор наук Katarzyna Ochman, почётный председатель Общества — доктор наук, профессор Marian Szarmach.
Актуальная информация о деятельности Общества публикуется на сайте www.ptf.edu.pl.